# Martin Schmidt (Theologe, 1909)
Martin Schmidt (* 28. April 1909 in Pockau, Erzgebirge; † 20. Mai 1982 in Heidelberg) war ein  deutscher evangelischer Theologe (Kirchenhistoriker) und Hochschullehrer.

## Leben und Werk
Martin Schmidt, Sohn eines Pfarrers, studierte zuerst romanische und englische Philologie in Genf und dann slawische Philologie, Geschichte und Kunstgeschichte sowie Evangelische Theologie an der Universität München. 1936 wurde er zum Dr. theol. promoviert und übernahm 1937 ein Pfarramt in Kleinröhrsdorf. Seine Habilitation 1942 bei Horst Stephan in Leipzig über die Grundlinien von Schleiermachers Geschichtsanschauung wurde wegen seiner Zugehörigkeit zur Bekennenden Kirche nicht anerkannt. 
1946 erhielt Schmidt eine Professur an der Kirchlichen Hochschule Berlin-Zehlendorf und vertrat zusätzlich 1948/49 den kirchengeschichtlichen Lehrstuhl an der Universität Rostock. Ab 1959 lehrte Schmidt an der Universität Mainz und amtierte im akademischen Jahr 1962/63 als Rektor der Universität. 1967 wechselte er an die Universität Heidelberg, wo er emeritiert wurde.
Schmidts Forschungsschwerpunkt war der Pietismus. Er war Gründungsmitglied der Historischen Kommission zur Erforschung des Pietismus im Jahr 1964 und amtierte bis zu seinem Tod als Vorsitzender der Sektion West. Seit 1971 war er zudem Mitglied der Heidelberger Akademie der Wissenschaften. 
Von 1969 bis 1979 amtierte Schmidt als Präsident des Evangelischen Bundes. Er wurde 1955 von dem Wartburg Theological Seminary in Dubuque (Iowa) und 1962 von der Universität Erlangen mit der Ehrendoktorwürde ausgezeichnet.

## Schriften (Auswahl)
- John Wesleys Bekehrung. Bremen 1938 (zugleich Dissertation).
- John Wesley. 2 Bde., Zürich 1953/66 (2. Aufl. 1987/88).
- Wiedergeburt und neuer Mensch. Gesammelte Studien zur Geschichte des Pietismus. Witten 1969.
- Pietismus. Stuttgart 1972 (3. Aufl. 1983).
- Der Pietismus als theologische Erscheinung. Gesammelte Studien zur Geschichte des Pietismus. Bd. 2. Hrsg. v. Kurt Aland (AGP 20). Göttingen 1984 (Online-Ausgabe im Projekt Digi20).

Als Herausgeber
- Das Zeitalter des Pietismus. Bremen 1965 (Nachdruck Wuppertal 1988).
- Horst Stephan: Geschichte der evangelischen Theologie in Deutschland seit dem Idealismus. Berlin, New York : de Gruyter 1973
- (mit Georg Schwaiger): Kirchen und Liberalismus im 19. Jahrhundert. Göttingen : Vandenhoeck und Ruprecht 1976.